# Farafenni General Hospital
Das Farafenni General Hospital (bis 2017 AFPRC General Hospital) in Farafenni ist ein staatliches Krankenhaus im westafrikanischen Staat Gambia. Es liegt am westlichen Rand des rund 31.000 Einwohner zählenden Ortes Farafenni, des größten Ortes der North Bank Region.

## Beschreibung
Die Einrichtung begann als Gesundheitszentrum im Jahr 1983 und wurde 1998, unter der Regierung Yahya Jammehs, zum seinerzeit dritten Haupt-Krankenhaus umfassend modernisiert. Es gehörte mit zu den größeren Projekten der Militärjunta Armed Forces Provisional Ruling Council (AFPRC), um das Land nach dem Putsch zu modernisieren. Vorher mussten Patienten das 170 Kilometer entfernte Royal Victoria Teaching Hospital in der Hauptstadt Banjul aufsuchen. Nun sichert es mit rund 250 Betten die medizinische Versorgung am nördlichen Gambia-Ufer bis ins Nachbarland Senegal.
Der Gebäude-Komplex liegt auf einem rund 36.000 m² großen Gelände unmittelbar an der North Bank Road, Gambias wichtigster Fernstraße im Norden.
Im Mai 2017 wurde unter der Regierung Adama Barrow das AFPRC General Hospital in Farafenni General Hospital umbenannt.